# Acer cordifolium
Acer cordifolium é uma espécie de árvore do gênero Acer, pertencente à família Aceraceae.